# Meos
Meos, singular meo (Hindi: मेव, Urdú: میو) és una ètnia rajput, la majoria dels quals són avui dia musulmans, que viuen principalment al Rajasthan i (des de 1947) al Panjab (Pakistan). Es calcula que són prop de deu milions i formen la major part dels musulmans del Rajasthan (la meitat viuen a l'Índia i la resta al Pakistan). Viuen principal al districtes d'Alwar i Bharatpur i al districte de Gurgaon i el districte de Mewat a Haryana. La seva llengua s'anomena mewati i pertany al grup indoirànic de la família indoeuropea. Una part dels historiadors consideren a meos i mines el mateix poble amb la mateixa llengua i costum semblants (segons uns els meos serien la branca original després dividida, de manera definitiva el segle xvi, per altres els mines serien a l'origen i els meos només serien una branca separada).
Tant meos com mines reclamen ser rajputs però aquesta condició no se'ls hi reconeix per altres hindús. Els meos diuen ser descendents dels clans raputs dels jadan, kachhwaha i tunwar, però es creu que encara que puguin portar sang rajput, no són purament rajputs sinó una barreja de diverses aportacions, i molt propers als mines que tenen les mateixes característiques. Els meos estan dividits en 52 clans dels quals els principals són 12 que són anomenats els "pals", els sis primers dels quals són idèntics als sis primers clans mines i reclamen el mateix origen. Els clans petits són anomenats gots. Fins al temps d'Akbar mines i meos eren com a dos grans grups d'una mateixa ètnia, i es casaven entre ells, però després van formar ètnies separades i els enllaços van desaparèixer.
El meos originals i altres castes s'haurien convertit a l'islam segurament al segle xiii (sembla menys probable que la seva conversió es produís durant la invasió de Mahmud de Gazni al segle xi) i van barrejar costums hindús i musulmanes; practiquen la circumcisió i l'enterrament (nika) dels morts i fan peregrinacions a la suposada tomba de Sayyid Salar Masud a Bahraich (Oudh); els seus juraments sota la bandera són considerats les obligacions més sagrades; fan pelegrinatges a capelles o santuaris a l'Índia però mai fan la peregrinació a la Meca; en costums hindús celebren els festivals Holi i Dhval; els seus matrimonis mai són iguals, i les filles no poden heretar; porten noms tant musulmans com hindús;els músics són molt ben considerats; les cançons anomenades ratwai, generalment són de temes pastorals i agrícoles; la seva llengua és dura i poc polida i no hi ha diferencia entre masculí i femení o entre classes (vostè i tu). Sota domini britànics es van aficionar a la beguda. Són com altres grups, molt supersticiosos i tenen molta fe en els presagis. La seva indumentària tradicional és quasi igual a la dels hindús, tant per homes com per dones. L'infanticidi fou comú fins al segle xix, però després es va erradicar. Es dedicaven al saqueig i robatori, especialment de ramats, però també es va erradicar aquesta pràctica sota domini britànic. L'única casta reconeguda és la dels descendents de Lai Singh que va ser faquir i es diu que feia miracles, que són anomenats sadh, els quals couen el seu menjar a una chauka i porten el menjar i aigua de manera separada als altres, però es poden casar amb la resta dels meos.
Els meos musulmans s'anomenen modernament mewatis però aquesta denominació és més geografica que ètnica. Al cens del 1901 hi havia 10.546 meos i mines a la Províncies Unides d'Agra i Oudh, mentre els mewatis eren 51.028 una bona part a Rohilkhand on un grup important va emigrar durant la fam de 1761-1762. A Rajputana els meos/mewatis i mines eren 168.596 (2% de la població, però a Alwar eren el 13% i a Bharatpur el 8%). Els mewatis tot i que musulmans, havien conservat moltes costums hindús com els enllaços exogàmics i els festivals. La major part va emigrar al Pakistan el 1947.
Segons les tradicions els meos van creuar el Jumna en el període de confusió que va seguir la invasió de Mahmud de Gazni el 1018-1019. Els grans clans rajputs de Bulandshahr i Etawah van posar als meos al servei de Prithwi Raja, el sobirà chauhan de Delhi, al final del segle xii i Raja Mangal de Mewat, un jadon raput es va casar amb una germana de la dona de Prithwi Raja. Giyath al-Din Balban Ulugh Khan (1266-1287/1288) va conquerir el Mewat i va establir posicions de control militar en diversos punts, i en endavant els meos foren acorralats pels reis de Delhi fins al temps de Baber (1527); en aquest temps la major part es van fer musulmans (si és que no ho eren ja) i els conversos van esdevenir els actuals mewatis; en temps de Tamerlà (1398) Bahadur Nahar va fundar un clan dels mewatis anomenats els khanzades, branca dirigent que va governar al Mewat i foren durant anys un dels principals poders de la regió. Hasan Khan Khanzada, sobirà de Mewat, va traslladar la seva capital de Tijara a Alwar,; mewatis i rajputs foren derrotats per Baber a la batalla de Fatehpur Sikri i Hasan Khan va morir; el seu fill es va haver de sotmetre al vencedor (1527). Hemu, el wazir d'Adil Shah Suri que fou derrotat en la batalla de Panipat del 1556, era un mewati de Machari; aquesta ciutat a la mort d'Hemu, va oferir una valenta resistència a l'exèrcit d'Akbar però finalment tot el Mewat fou sotmès i els khanzades van passar a servir a l'exèrcit imperial. Sota Akbar el Gran, avançat el segle xvi, el Mewat es va dividir entre els sarkars d'Alwar i de Tijara a la suba de Delhi.
Vers el 1720 durant el regnat de Muhammad Shah de Delhi, les bandes de saquejadors jats que ja havien iniciat la seva expansio abans de la mort d'Aurangzeb el 1707, van aparèixer per primer cop a Mewat i entre 1724 i 1763 van assolar el territori i van consolidar el seu poder al sud del Mewat. El 1755 Raja Partab Singh va expulsar els jats d'Alwar i va fundar el principat modern. En endavant la història de Mewat és la dels principats d'Alwar i Bharatpur. No obstant meos i mewatis van conservar el seu caràcter turbulent i al final del segle xviii i començament del XIX encara era perillós viatjar pel Doab superior i central infectats per bandes armades de mewatis; aquestos van donar força feina a Lord Lake durant la guerra maratha de 1803. El 1857 gujars i mewatis van ser els grups que més van aprofitar els desordres pels seus propis interessos.